# Silvia Marciandi
Silvia Marciandi (ur. 13 maja 1963 w Aoście) – włoska narciarka, specjalistka narciarstwa dowolnego. Zdobyła brązowe medale w jeździe po muldach oraz kombinacji na mistrzostwach świata w Tignes. Jej najlepszym wynikiem olimpijskim jest 7. miejsce w jeździe po muldach na igrzyskach w Albertville. Najlepsze wyniki w Pucharze Świata osiągnęła w sezonach 1984/1985 i 1985/1986, kiedy to zajmowała 4. miejsce w klasyfikacji generalnej oraz w klasyfikacji kombinacji. W sezonie 1992/1993 była druga w klasyfikacji jazdy po muldach.
W 1995 r. zakończyła karierę.

## Osiągnięcia

### Igrzyska olimpijskie
| Miejsce | Dzień     | Rok  | Miejscowość | Konkurencja      | Zwycięzca            |
| ------- | --------- | ---- | ----------- | ---------------- | -------------------- |
| 7.      | 13 lutego | 1992 | Albertville | Jazda po muldach | Donna Weinbrecht     |
| 10.     | 12 lutego | 1994 | Lillehammer | Jazda po muldach | Stine Lise Hattestad |

### Mistrzostwa świata
| Miejsce | Dzień     | Rok  | Miejscowość | Konkurencja        | Zwycięzca            |
| ------- | --------- | ---- | ----------- | ------------------ | -------------------- |
| 3.      | 2 lutego  | 1986 | Tignes      | Jazda po muldach   | Mary-Jo Tiampo       |
| 19.     | 4 lutego  | 1986 | Tignes      | Skoki akrobatyczne | Maria Quintana       |
| 16.     | 6 lutego  | 1986 | Tignes      | Balet narciarski   | Jan Bucher           |
| 3.      | 6 lutego  | 1986 | Tignes      | Kombinacja         | Conny Kissling       |
| 5.      | 3 marca   | 1989 | Oberjoch    | Jazda po muldach   | Raphaëlle Monod      |
| 10.     | 12 lutego | 1991 | Lake Placid | Jazda po muldach   | Donna Weinbrecht     |
| 11.     | 13 marca  | 1993 | Altenmarkt  | Jazda po muldach   | Stine Lise Hattestad |
| 14.     | 18 lutego | 1995 | La Clusaz   | Jazda po muldach   | Candice Gilg         |

### Puchar Świata

#### Miejsca w klasyfikacji generalnej
- sezon 1982/1983: 33.
- sezon 1983/1984: 23.
- sezon 1984/1985: 4.
- sezon 1985/1986: 4.
- sezon 1986/1987: 31.
- sezon 1987/1988: 15.
- sezon 1988/1989: 11.
- sezon 1990/1991: 22.
- sezon 1991/1992: 31.
- sezon 1992/1993: 12.
- sezon 1993/1994: 40.

#### Miejsca na podium
1. Campitello Matese – 8 marca 1984 (Kombinacja) – 3. miejsce
2. Pra Loup – 3 lutego 1985 (Kombinacja) – 2. miejsce
3. Oberjoch – 3 marca 1985 (Kombinacja) – 3. miejsce
4. Mariazell – 7 marca 1985 (Jazda po muldach) – 2. miejsce
5. La Clusaz – 8 marca 1985 (Kombinacja) – 1. miejsce
6. Pila – 12 marca 1985 (Jazda po muldach) – 1. miejsce
7. Pila – 12 marca 1985 (Kombinacja) – 2. miejsce
8. La Clusaz – 16 marca 1985 (Jazda po muldach) – 2. miejsce
9. Tignes – 13 grudnia 1985 (Kombinacja) – 2. miejsce
10. Breckenridge – 25 stycznia 1986 (Kombinacja) – 3. miejsce
11. Breckenridge – 25 stycznia 1986 (Jazda po muldach) – 3. miejsce
12. Oberjoch – 1 marca 1986 (Jazda po muldach) – 3. miejsce
13. Voss – 9 marca 1986 (Kombinacja) – 3. miejsce
14. Tignes – 8 grudnia 1986 (Jazda po muldach) – 2. miejsce
15. Tignes – 9 grudnia 1986 (Jazda po muldach) – 1. miejsce
16. Lake Placid – 16 stycznia 1988 (Jazda po muldach) – 1. miejsce
17. Oberjoch – 5 marca 1988 (Jazda po muldach) – 2. miejsce
18. La Plagne – 17 grudnia 1988 (Jazda po muldach) – 2. miejsce
19. Calgary – 22 stycznia 1989 (Jazda po muldach) – 3. miejsce
20. Åre – 17 marca 1989 (Jazda po muldach) – 1. miejsce
21. Breckenridge – 18 stycznia 1991 (Jazda po muldach) – 3. miejsce
22. Breckenridge – 18 stycznia 1992 (Jazda po muldach) – 2. miejsce
23. Piancavallo – 19 grudnia 1992 (Jazda po muldach) – 3. miejsce
24. Breckenridge – 16 stycznia 1993 (Jazda po muldach) – 2. miejsce
25. Hasliberg – 20 lutego 1993 (Jazda po muldach) – 3. miejsce
26. Livigno – 17 marca 1993 (Jazda po muldach) – 2. miejsce
27. Oberjoch – 20 marca 1993 (Jazda po muldach) – 1. miejsce
28. Lillehammer – 27 marca 1993 (Jazda po muldach) – 1. miejsce
29. Tignes – 11 grudnia 1993 (Jazda po muldach) – 2. miejsce
30. La Plagne – 21 grudnia 1993 (Jazda po muldach) – 2. miejsce
31. La Plagne – 21 grudnia 1993 (Jazda po muldach) – 2. miejsce

- W sumie 7 zwycięstw, 13 drugich i 11 trzecich miejsc.